# Библиотека всемирной истории естествознания
«Библиотека всемирной истории естествознания» — серия монографий, которую готовил Институт истории естествознания и техники Академии наук СССР (Москва), образованный в 1953 году в результате слияния Института истории естествознания АН СССР с Комиссией по истории техники при Отделении технических наук. В книгах этой серии, по замыслу её создателей, было отражено развитие естествознания на всех его важнейших этапах как органической части мировой истории. Книги выходили в академическом издательстве «Наука» с 1979 по 1989 год. 

## Книги серии
1979
- Кузнецов Б. Г. Идеи и образы Возрождения: Наука XIV—XVI вв. в свете современной науки / Б. Г. Кузнецов. — М.: Наука, 1979. — (Библиотека всемирной истории естествознания). — 16 800 экз. (в пер.)
- Рожанский И. Д. Развитие естествознания в эпоху античности: Ранняя греческая наука «о природе» / И. Д. Рожанский; Отв. ред. А. В. Ахутин. — М.: Наука, 1979. — 488 с. — (Библиотека всемирной истории естествознания). — 6100 экз. (в пер.)

1980
- Гайденко П. П. Эволюция понятия науки: Становление и развитие первых научных программ / П. П. Гайденко; Отв. ред. И. Д. Рожанский. — М.: Наука, 1980. — 568 с. — (Библиотека всемирной истории естествознания). — 5300 экз. (в пер.)

1982
- Очерки истории естественнонаучных знаний в древности: Сборний статей / В. Н. Топоров, Б. А. Фролов, И. М. Дьяконов, М. А. Коростовцев, Е. Н. Молодцова, И. Д. Рожанский и др.; Отв. ред. д-р хим. наук А. Н. Шамин. — М.: Наука, 1982. — 280 с. — (Библиотека всемирной истории естествознания). — 4850 экз. (в пер.)

1987
- Гайденко П. П. Эволюция понятия науки (XVII—XVIII вв.) / П. П. Гайденко; Отв. ред. д-р филос. наук И. Д. Рожанский. — М.: Наука, 1987. — 448 с. — (Библиотека всемирной истории естествознания). — 4100 экз. (в пер.)
- Кирсанов В. С. Научная революция XVII века / В. С. Кирсанов. — М.: Наука, 1987. — 344 с. — (Библиотека всемирной истории естествознания). — 3700 экз. (в пер.)

1988
- Рожанский И. Д. История естествознания в эпоху эллинизма и Римской империи / И. Д. Рожанский; Отв. ред. П. П. Гайденко; Ин-т истории естествознания и техники. — М.: Наука, 1988. — 448 с. — (Библиотека всемирной истории естествознания). — 8900 экз. — ISBN 5-02-008018-7. (в пер.)

1989
- Гайденко В. П., Смирнов Г. А. Западноевропейская наука в средние века: Общие принципы и учение о движении / В. П. Гайденко, Г. А. Смирнов. — М.: Наука, 1989. — 352 с. — (Библиотека всемирной истории естествознания). — 3250 экз. — ISBN 5-02-007958-8. (в пер.)